# USS Waxahachie (YTB-814)
USS Waxahachie (YTB-814) (czasem błędnie wymieniany jako „Waxahatchie”) – duży holownik portowy typu Natick służący w United States Navy. Nosił nazwę pochodzącą od miasta Waxahachie (Teksas)
Stępkę okrętu położono 1 kwietnia 1971 w firmie Peterson Builders, Inc. z Sturgeon Bay (Wisconsin). Został zwodowany 9 września 1971. Duży holownik został zaakceptowany przez Marynarkę 4 stycznia 1972 w Pearl Harbor i przydzielony do 14 Dystryktu Morskiego (ang. 14th Naval District). Pełnił służbę zapewniając usługi holownicze, a także pilotowe w bazie Floty Pacyfiku w Pearl Harbor do 1980.